# Zollern (Unternehmen)
Die Zollern GmbH & Co. KG (ehemals Fürstlich Hohenzollernsche Hüttenwerke; Eigenschreibweise ZOLLERN) ist ein Unternehmen der metallverarbeitenden Industrie mit Stammsitz im Sigmaringendorfer Ortsteil Laucherthal.
Das Unternehmen befindet sich noch teils im Besitz der Familie von Hohenzollern-Sigmaringen und ist Teil der Unternehmensgruppe Fürst von Hohenzollern. Gesellschafter sind zu jeweils 50 % Karl Friedrich von Hohenzollern und seit 1989 die Merckle Unternehmensgruppe. Mit einer 300-jährigen Geschichte ist es das älteste noch existierende Familienunternehmen Baden-Württembergs.

## Geschichte

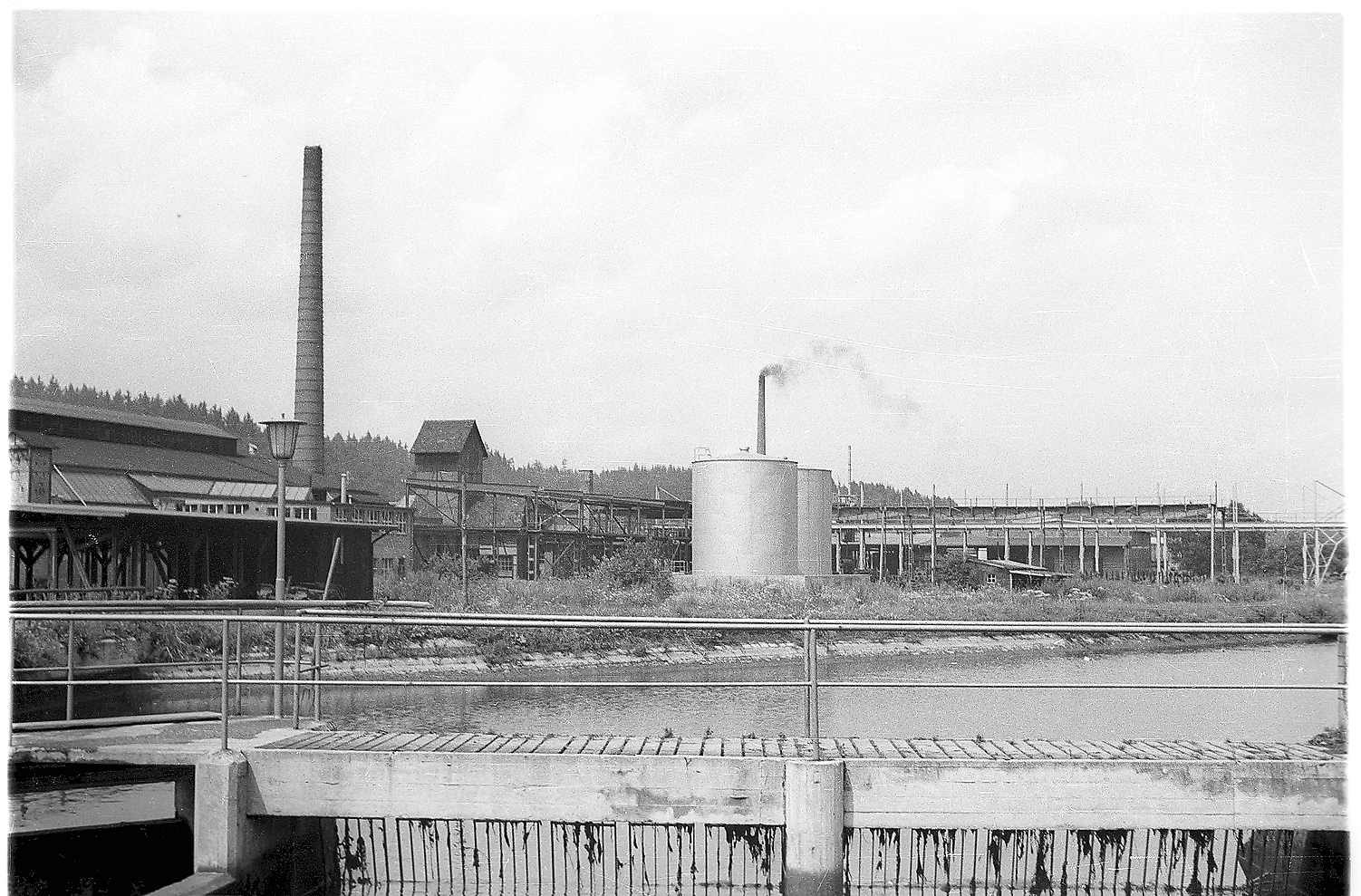
Hüttenwerk Laucherthal (1960)

Ehemaliges Logo

Die Gründung des Unternehmens geht auf die Errichtung einer Eisenschmelze durch Fürst Meinrad II. von Hohenzollern-Sigmaringen im Jahre 1708 zurück. Zunächst wurde hier oberirdisch gefundenes Bohnerz verhüttet. Im Jahre 1715 wurden die Fürstlich Hohenzollernschen Hüttenwerke als „bestes Eisenwerk in Schwaben“ eingeschätzt.
In der zweiten Hälfte des 19. Jahrhunderts wurde der Betrieb des Hochofens zunehmend unrentabel und die Konkurrenz größer, weswegen der Hochofen ab 1879 nicht mehr betrieben wurde. Das Unternehmen hatte seinen Schwerpunkt inzwischen längst auf die Metallverarbeitung gelegt.
Von 1906 bis 1924 gehörte das älteste noch bestehende Stahlwerk Europas, das Stahlwerk Annahütte, zum Unternehmen.
In der Krise der Metallindustrie in den 1970er und 1980er Jahren reagierte das Fürstenhaus auf den wirtschaftlichen Niedergang nicht wie die meisten anderen Metallunternehmen mit Entlassungen, sondern versuchte, durch Investitionen in Kunststoffunternehmen sowie durch den Verkauf eigener Immobilien ohne Entlassungen durch die Krise zu kommen. Dies gelang weitgehend, eine Folge war jedoch das Ende des reinen Familienunternehmens: Auf Drängen von Banken wurde nach Investoren gesucht, und der Unternehmer Adolf Merckle übernahm im Jahre 1989 50 Prozent der Zollern-Werke. Nach Merckles Freitod 2009 garantierte dessen Sohn Ludwig, die Zollern-Anteile nicht zu verkaufen.
Zum 1. März 2003 übernahm die Zollern GmbH & Co. KG die Federal Mogul TLC. Das Unternehmen in Frankreich sollte unter dem Namen Zollern TLC in den Geschäftsbereich der deutschen Zollern BHW mit Standorten in Braunschweig und Osterode integriert werden; die Zollern BHW und Zollern TLC  wollten zukünftig gemeinsam am Markt auftreten.
Am 1. Januar 2004 übernahm die Zollern GmbH & Co. KG die Geschäftsanteile der Gleitlagerfabrik und Metallgießerei Herzberg (GMH Herzberg) und ergänzte damit das Produktprogramm der Zollern-Gleitlagertechnik.
Ebenfalls 2004 kaufte die Zollern-Gruppe die 1999 gegründete Mimtec AG mit Sitz in Rorschach (Schweiz). Mit diesem Kauf erweiterte die Zollern-Gruppe ihre Fähigkeiten um das MIM-Verfahren (Metal Injection Molding), ein relativ neues, aber sehr aufstrebendes Verfahren im Bereich der Metallverarbeitung.
Im Jahr 2008 überschritt Zollern erstmals die Schwelle von 500 Millionen Euro Umsatz.
Im August 2011 übernahm Zollern seinen niederländischen Wettbewerber, die zur börsennotierten Aalberts-Gruppe gehörende Eurocast B.V., um seine Wettbewerbsposition im Bereich Feinguss für Hightech-Anwendungen in Luft- und Raumfahrt, optischer Industrie, Medizintechnik und Elektroindustrie weiter auszubauen. Marke und Werk wurden ins damalige Zollern-Werk Soest übertragen. Im September 2011 eröffnete Zollern ein Werk zur Nachbearbeitung von Gussteilen in Rumänien.
2014 wurde eine Tochtergesellschaft in Indien gegründet, 2015 der Rundtischhersteller Rückle und die Treibacher Auermet d.o.o. im slowenischen Ravne übernommen.
Im Januar 2019 untersagte das Bundeskartellamt die geplante Schaffung eines Gemeinschaftsunternehmens mit der österreichischen Miba AG, das die Gleitlagergeschäfte der beiden Unternehmen bündeln sollte. Die beteiligten Unternehmen reichten daraufhin einen Antrag auf Ministererlaubnis ein, der im August 2019 bewilligt wurde. Im Sommer 2024 wurde das Joint Venture beendet.

## Zollern-Gruppe
Zur Zollern-Gruppe gehören in Deutschland die Zollern GmbH & Co. KG mit dem Werk Laucherthal (Stahlprofile, Feinguss, Sandguss und Schmiede), Werk Herbertingen (Antriebstechnik; Getriebe und Winden, Automation, Direktantriebe, Hydrostatische Lagersysteme, Rundtischsysteme) sowie mit der Friedrich Blickle & Co. GmbH ein Werk in Winterlingen. 
Die Zollern Maschinenbauelemente GmbH & Co. KG in Aulendorf (Führungswellen, Leisten) mit 84 Mitarbeitern wurde im August 2021 an Audita Consult, eine Gesellschaft für Wirtschaftsprüfung und Unternehmensberatung aus Hannover, verkauft.
Außerhalb Deutschlands gehören zur Zollern-Gruppe unter anderem Zollern & Comandita mit dem Werk Portugal (Gießereitechnik), die Zollern (Tianjin) Machinery CO., LTD. mit dem Werk China (Antriebstechnik, Getriebe und Winden), die Zollern North America L.P. mit dem Werk USA und die S.C. Zollern S.R.L. mit dem Werk Rumänien sowie ein Werk in Slowenien. 
Zollern verfügt (Stand: April 2022) über Produktionsstandorte in folgenden Ländern:
- Europa: Deutschland, Portugal, Rumänien, Slowenien
- Asien: China

Zur Zollern-Gruppe gehören außerdem Tochtergesellschaften in:
- den Niederlanden, Italien, Indien, USA.

## Geschäftsfelder
Die Geschäftsfelder, in denen Zollern heute tätig ist, sind die Erstellung von Stahlprofilen, die Gießereitechnik mit Feinguss sowie Sandguss und Schmiede, und die Antriebstechnik. Das Unternehmen ist Zulieferer in den Bereichen Luft- und Raumfahrttechnik, Schiffs- und Motorenbau, Energie- und Informationstechnik, sowie Fahrzeug- und Maschinenbau.

## Bergbaumuseum Laucherthal
Im Zollern-Stammwerk in Laucherthal entstand im ehemaligen Hochofengebäude, das ab 1707 erbaut wurde, für etwa eine Million Euro ein Museum, das die Geschichte der Fürstlich Hohenzollernschen Hüttenwerke Laucherthal und die Funktionsweise des Hochofens erläutert. Die Eröffnung fand im September 2009 statt. Von der Deutschen Stiftung Denkmalschutz wurde die Einrichtung des Museums in dem denkmalgeschützten Gebäude mit einer Summe von 125.000 Euro gefördert. Bei der Übergabe dieser Summe durch Friedhelm Repnik wurde der Hochofen als „einzigartiges Zeugnis des Eisenhüttenwesens in Süddeutschland“ bezeichnet. Neben dem Hochofen sind Exponate aus der einstigen Produktion wie Säulen, Pressbarren, Geländerstützen, Gussplatten und vieles mehr ausgestellt.

## Besonderheiten
Im Stammwerk Laucherthal besteht seit dem Jahre 1919 eine Werkfeuerwehr. Außerdem unterhält das Unternehmen dort seit 1926 eine eigene Blaskapelle, die Hüttenkapelle Laucherthal. Eine Güterbahnlinie der Hohenzollerischen Landesbahn durchquert das Laucherthaler Werk. Neben dem Hochofengebäude befindet sich ein Ehrenmal für die in den Kriegen gefallenen Werksangehörigen.